# Danny Baranowsky
Danny Baranowsky (também conhecido como Danny B ou dB Soundworks; Mesa, 5 de abril de 1984) é um compositor de música eletrônica, compondo música principalmente para filmes e jogos independentes. Ele fundou dB Soundworks para vender e promover sua música. Ele é mais conhecido por fornecer a música para jogos como Canabalt, Super Meat Boy, The Binding of Isaac, e Crypt of the NecroDancer.  Baranowsky também contribuiu para a trilha sonora do remake de Amplitude em 2014.

## Carreira
O primeiro contato de Baranowsky com música em jogos eletrônicos foi em 2001, quando se tornou um membro da comunidade on-line de remix de jogos OverClocked ReMix. Neste momento, Baranowsky estava esperando se tornar um compositor de cinema.
Quando Adam Saltsman, que viria a desenvolver Canabalt, enviou Baranowsky uma versão incompleta de Gravity Hook, que Saltsman tinha intenção de manter livre de música, Baranowsky decidiu escrever uma faixa para ele de qualquer maneira. Quando Baranowsky enviou "Track A" de volta para Saltsman, ele estava realmente impressionado com a música. Depois de terminar a trilha sonora de Gravity Hook, Saltsman introduziu Baranowsky para Edmund McMillen, para quem ele mais tarde compôs a trilha sonora de Super Meat Boy e The Binding of Isaac.
Ele co-compôs Desktop Dungeons com Grant Kirkhope  e compôs a trilha sonora de Crypt of the Necrodancer.

## Recepção
Rory Young do Game Rant descreveu Baranowsky como "incrivelmente talentoso" por causa de seu trabalho em Super Meat Boy.